# الکس داو
الکس داو (انگلیسی: Alex Dow؛ 1862 – ۲۲ مارس ۱۹۴۲) مهندس اهل ایالات متحده بود. وی همچنین برندهٔ جوایزی همچون مدال ادیسون انجمن مهندسان برق و الکترونیک شده است.